# Арабская любовь
«Арабская любовь» (англ. Arabian Love) — немая чёрно-белая мелодрама 1922 года.

## Сюжет
События фильма разворачиваются на Востоке. Надин Фортье отправляется навестить больную мать. Дорога лежит через пустыню и в пути на неё нападают грабители. Кому из них достанется красивая пленница, определяет случай — по жребию Надин переходит к Норману Стоуну, который, скрываясь от правосудия, недавно примкнул к банде. Благородный Стоун тут же освобождает девушку. Вернувшись в город, Надин узнает, что её муж убит и назначает за поимку преступника награду.
Тем временем Стоун влюбляется в неё, а его самого в свою очередь любит дочь арабского шейха по имени Темар. Из ревности она клевещет на Стоуна, сообщив Надин, что в смерти её супруга виноват именно он. Рассказ Темар не далек от истины, и Стоун рассказывает девушке при каких обстоятельствах погиб её муж — оказывается, что он домогался сестры Стоуна, а когда тот вмешался, пистолет Фортье случайно выстрелил и убил его. После этого Стоун, чтобы уберечь сестру от позора, пустился в бега. Узнав правду, Надин понимает, что любит Стоуна, и вместе с ним уезжает в Америку.

## В ролях
- Джон Гилберт — Норман Стоун
- Барбара Бедфорд — Надин Фортье
- Барбара ла Марр — Темар